# Angel Tîlvăr
Angel Tîlvăr (n. 11 februarie 1962, Urechești, România) este un politician român care, din 31 octombrie 2022, ocupă funcția de ministru al Apărării Naționale. A fost ales senator în legislatura 2004–2008 și apoi deputat din 2008 până în 2020, în județul Vrancea pe listele partidului PSD. Între 2020-2024 a fost senator, iar la alegerile parlamentare din 2024 a fost ales deputat, pe listele PSD, în circumscripția 41 Vrancea.

## Biografie
Angel Tîlvăr a absolvit în 1985 Facultatea de Limbi și Literaturi străine din Galați. A fost profesor de limba engleză în perioada 1985 - 2004. În 1995 a absolvit Școala Națională de Studii Politice și Administrative, București - Științe Politice, Comunicare, Relații Internaționale, iar în 2012 a obținut un doctorat în Științe Umaniste la  Universitatea "Alexandru Ioan Cuza", din Iași. De asemenea, a absolvit cursuri ale Institutului Diplomatic Român (2012), Academiei Naționale de Informații (2012) și Colegiului Național de Apărare „Mihai Viteazul” (2004).
În legislatura 2004-2008, senatorul Angel Tîlvăr a fost membru în Comisia pentru învățământ, știință, tineret și sport (secretar), în Comisia pentru cultură, artă și mijloace de informare în masă (feb. 2006 - feb. 2008) și în Comisia pentru drepturile omului, culte și minorități (până în feb. 2006). A fost membru în grupurile parlamentare de prietenie cu Republica Coasta de Fildeș și Republica Estonia. Angel Tîlvăr a inițiat 20 de propuneri legislative din care 6 au fost promulgate legi și a înregistrat 137 de luări de cuvânt în 69 de ședințe parlamentare.    
În legislatura 2008-2012, senatorul Angel Tîlvăr a fost membru în Comisia pentru apărare, ordine publică și siguranță națională și în Comisia pentru afaceri europene (secretar), în Comisia pentru afaceri europene a Parlamentului României (din mar. 2010) și în Delegația Parlamentului României la Adunarea Uniunii Europei Occidentale. Angel Tîlvăr a fost membru în grupurile parlamentare de prietenie ale Camerei Deputaților cu Regatul Unit al Marii Britanii și Irlandei de Nord, Republica Ecuador și Regatul Maroc. Angel Tîlvăr a inițiat 28 de propuneri legislative din care 4 au fost promulgate legi și a înregistrat 184 de luări de cuvânt în 92 de ședințe parlamentare. 
În legislatura 2012-2016, deputatul Angel Tîlvăr a fost membru în Comisia pentru cultură, arte, mijloace de informare în masă (din iun. 2015), în Comisia pentru afaceri europene (din sep. 2014) - Președinte (până în dec. 2014), în Comisia pentru învățământ, știință, tineret și sport (până în sep. 2014) - Președinte și în Comisia pentru afaceri europene (până în iun. 2014). De asemenea a făcut parte din Delegația Parlamentului României la Adunarea Parlamentară a NATO. Angel Tîlvăr a fost membru în grupurile parlamentare de prietenie cu Regatul Unit al Marii Britanii și Irlandei de Nord, Sultanatul Oman și Republica Iraq. În acest mandat de deputat, Angel Tîlvăr a inițiat 46 de propuneri legislative din care 16 au fost promulgate legi și a înregistrat 109 de luări de cuvânt în 61 de ședințe parlamentare.
În decembrie 2014, Angel Tîlvăr a fost numit Ministru delegat pentru Relațiile cu Românii de peste hotare, portofoliu pe care l-a ocupat până în noiembrie 2015.
În legislatura 2016-2020, deputatul Angel Tîlvăr a fost membru în Comisia pentru afaceri europene – Președinte (până în Dec 2020), în Grupul pentru Combaterea Traficului de Persoane din Parlamentul României – Coordonator (din 2014), în Comisia pentru buget, finanțe și bănci (din septembrie 2020) și în Comisia pentru învățământ, știință, tineret și sport (până în decembrie 2018). De asemenea, a fost membru în Comisia specială comună a Camerei Deputaților și Senatului pentru eleborarea, modificarea și completarea propunerilor legislative în materie electorală – Vicepreședinte. Angel Tîlvăr a făcut parte din Delegația Parlamentului României la Adunarea Parlamentară a NATO – Președinte, Comisia pentru Dimensiunea Civilă a Securității (din 2020) - Raportor al Comisiei pentru Dimensiunea Civilă a Securității (2019-2020) și a fost Membru al Grupului de lucru pentru educație și informare despre NATO (2017-2019). A fost membru în Grupul parlamentar de prietenie cu Republica Portugheză – Președinte, Grupul parlamentar de prietenie cu Republica Irlanda și Grupul parlamentar de prietenie cu Republica Populară Chineză. Angel Tîlvăr a inițiat 41 de propuneri legislative din care 16 au fost promulgate legi și a înregistrat 212 de luări de cuvânt în 110 ședințe parlamentare.
În legislatura 2020 - 2024, senatorul Angel Tîlvăr a fost membru în Comisia pentru afaceri europene - Președinte (Dec 2020 – Oct 2022), Comisia pentru cercetarea abuzurilor, combaterea corupției și petiții – Membru (Oct 2022 – Dec 2024), Comisia pentru Cultură și media – Membru (Oct 2022 – Dec 2024). Totodată, a făcut parte din Delegația Parlamentului României la Adunarea Parlamentară a NATO – Președinte (Iun 2022 – Oct 2022) și din Grupul parlamentar de prietenie cu Republica Portugheză – Vicepreședinte.
În octombrie 2022, Angel Tîlvăr a fost numit ministru al apărării naționale.
În legislatura 2024 - 2028, deputatul Angel Tîlvăr este membru al Comisiei pentru politică externă.

## Legături externe
Materiale media legate de Angel Tîlvăr la Wikimedia Commons